# Bessoncourt
Bessoncourt es una comuna francesa situada en el departamento del Territorio de Belfort, de la región de Borgoña-Franco Condado.
Los habitantes se llaman Bessoncourtois.

## Geografía
Está ubicada a 5 km al este de Belfort y forma parte de la aglomeración urbana de esta ciudad. Aunque próxima de Belfort, la comuna ha mantenido un carácter rural.
De las 780 hectáreas de superficie de la comuna, 308 corresponden a bosques (Bois de Bessoncourt).
Dos pequeños ríos riegan la comuna: Madeleine y Autruche.
Se encuentra próxima a la autopista A36 (salida 14).

## Demografía
| 306 | 268 | 346 | 508 | 805 | 940 | 926 | 1 245 |
| Para los censos de 1962 a 1999 la población legal corresponde a la población sin duplicidades (Fuente: INSEE [Consultar]) |     |     |     |     |     |     |       |

## Lugares y monumentos
- Iglesia de Sainte Suzanne (siglo XIX) en gres rosa de los Vosgos. Posee un órgano Verschneider.
- La petite fontaine, vestigio del antiguo lavadero de la comuna. Está clasificada como Monumento histórico.
- El fuerte de Senarmont, que formaba parte del cinturón de fortificaciones de Belfort.